# Ignacy Rychlik
Ignacy Rychlik (ur. 11 kwietnia lub 22 listopada 1856 w Wadowicach, zm. 4 lutego 1938 tamże) – polski nauczyciel, historyk i geograf, burmistrz elekt Jarosławia i poseł do parlamentu wiedeńskiego.

## Życiorys
Urodził się 11 kwietnia lub 22 listopada 1856 w Wadowicach w katolickiej rodzinie o szlacheckich korzeniach. Był synem Jana (zm. 1910). Maturę zdał w 1874 w gimnazjum w Wadowicach, a następnie rozpoczął studia na UJ na wydz. Filozoficznym, ze specjalizacją z historii i geografii. Studia na UJ ukończył w 1876 roku. W latach 1876–1878 kontynuował naukę na uniwersytecie w Wiedniu. Podjął pracę nauczyciela od 2 grudnia 1878. Od tego roku pracował w Rzeszowie. Od 1880 aż do emerytury pracował w Jarosławiu. Podstawowy egzamin nauczycielski który zdał w Krakowie 10 czerwca 1882, dawał mu uprawnienia do nauczania historii i geografii w języku polskim i niemieckim we wszystkich klasach gimnazjalnych. 17 sierpnia 1889 został mianowany nauczycielem rzeczywistym. Nauczanie w jarosławskim gimnazjum rozpoczął w 1889 roku na stanowisku nauczyciela rzeczywistego, w 1899 został profesorem, a w latach 1905–1927 piastował godność dyrektora gimnazjum. Obok pracy pedagogicznej zajmował się też naukową. Pozostawił po sobie świetne opracowania historyczne, z których na szczególne uznanie zasługują: „Kościół i Klasztor pp. Benedyktynek w Jarosławiu”, „Kościół Kolegiata Wszystkich Świętych w Jarosławiu” oraz „Księstwa Oświęcimskie i Zatorskie” Tarnów – 1889. Prawie od samego początku pobytu w Jarosławiu bardzo angażował się w życie miasta. Był wieloletnim członkiem Rady Miasta (1890–1928), rady powiatu (1890–1918), w latach 1912–1913 wiceprzewodniczącego rady powiatu, a w 1919 został wybrany na burmistrza Jarosławia, przez kilka kadencji był posłem do Rady Państwa w Wiedniu z okręgu Jarosław-Rzeszów (m.in. w latach 1897–1901, 1916–1918), w Polskiej Komisji Likwidacyjnej był naczelnikiem Wydz. Oświatowego (odpowiednik ministerstwa), w latach 1906–1926 pełnił funkcję wiceprezesa Kasy Oszczędności, a w latach 1926–1928 przewodniczącego Komisji rewizyjnej Kasy Oszczędności, w latach 1902–1927 prezes Towarzystwa Bursy im. Mikołaja Kopernika. Zmarł 4 lutego 1938 w Wadowicach.
Otrzymał tytuł c.k. radcy rządu. Przyznano mu tytuł honorowego obywatela Dębicy.

## Publikacje
- Szkoła realna w Jarosławiu [w] XV Sprawozdanie Dyrekcyi c.k. wyższej szkoły realnej a VI. c.k. gimnazjum w Jarosławiu za rok szkolny 1890, Jarosław 1890
- "Kościół Kollegiaty Wszystkich Świętych w Jarosławiu" – Jarosław 1893
- Kościół i Klasztor PP Benedyktynek w Jarosławiu, Jarosław 1903
- „Książka: Księstwa Oświęcimskie i Zatorskie. Ignacy Rychlik”